# Memphis Restaurant

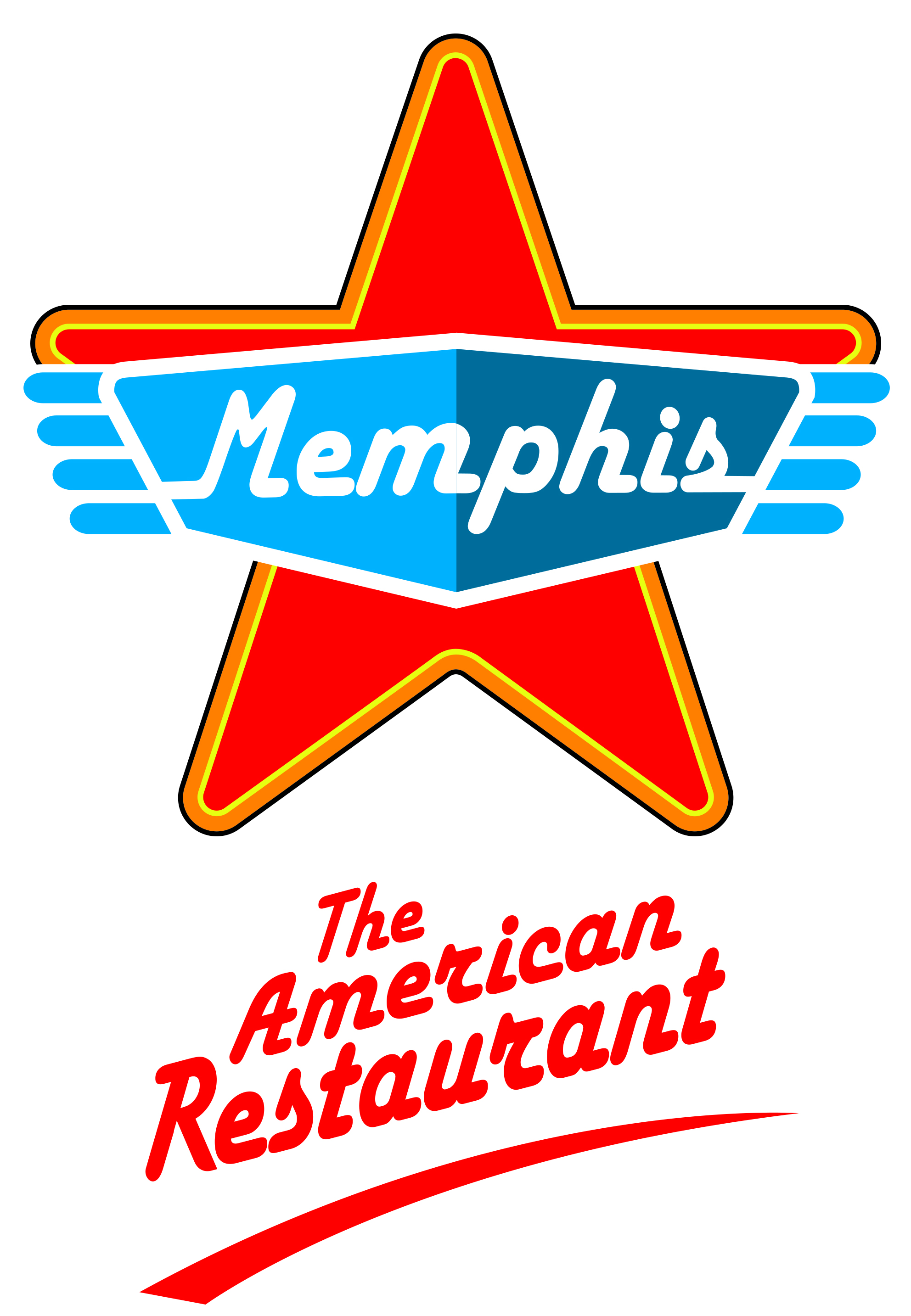

Memphis  est une chaîne franchisée française de restaurant à thème, fondée en 2009 par l'entrepreneur français Rodolphe Wallgren. Le thème est inspiré de la culture américaine iconographique des fifties (années 1950 aux États-Unis).

## Historique
En 2009, le jeune entrepreneur français Rodolphe Wallgren est inspiré par les diners américains rétro, icône culturelle et période enthousiaste du baby boom d’après-guerre, à très forte croissance économique, progrès technique et social des Trente Glorieuses particulièrement propice au rêve américain. Il conçoit le concept original de restaurant « Memphis » et fonde avec succès son premier restaurant pilote à Nîmes. 

Salle de restaurant
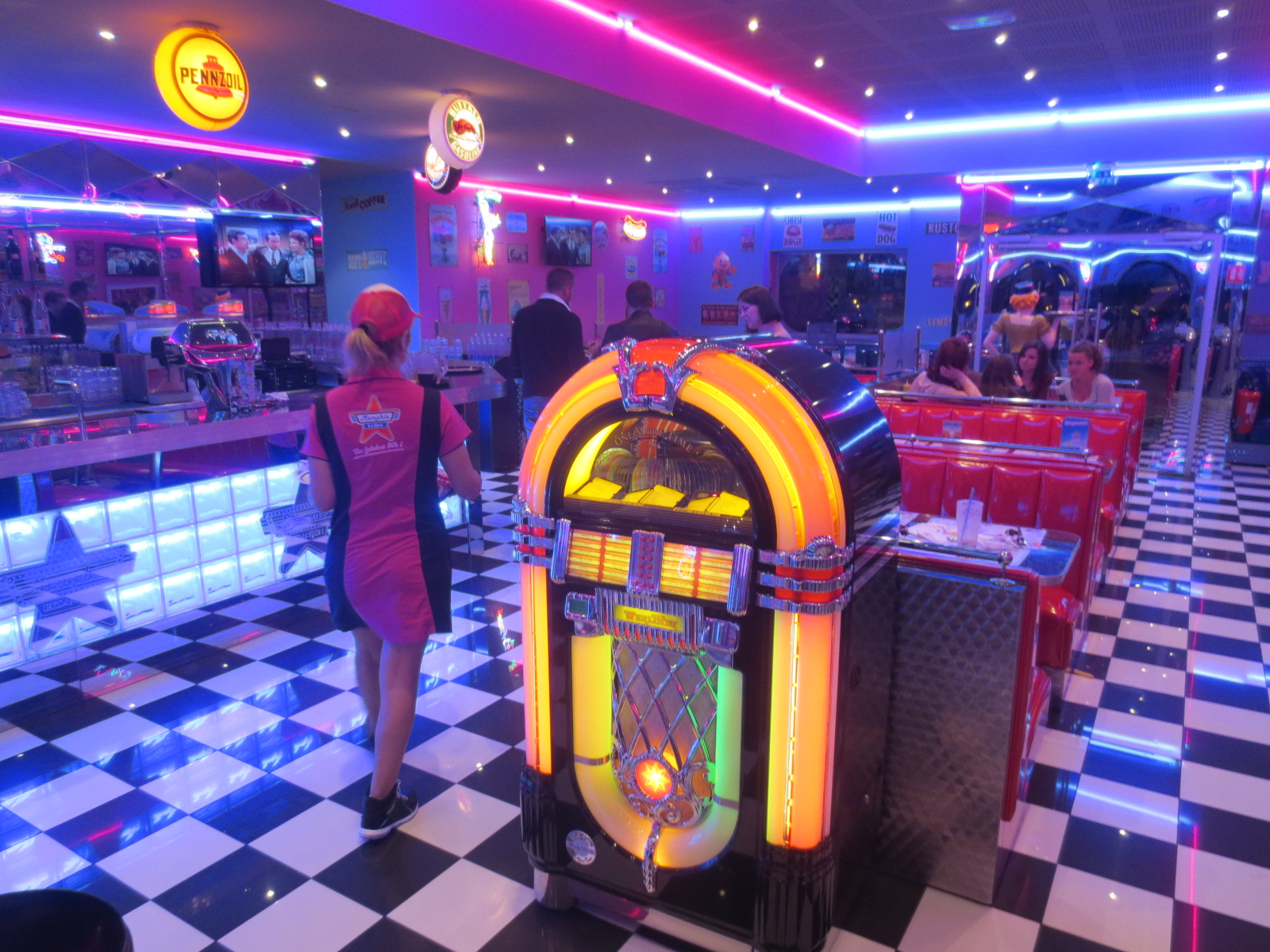
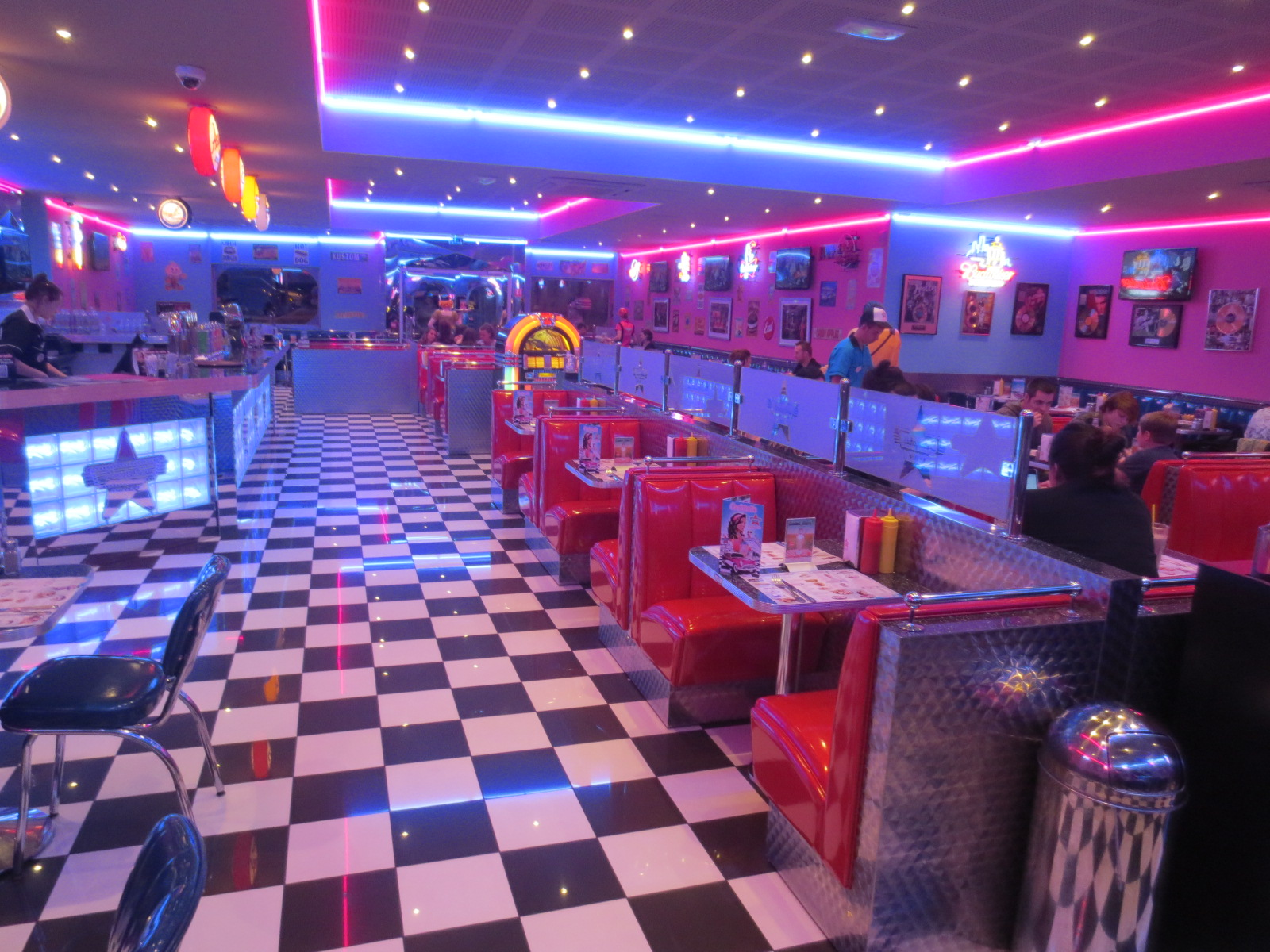
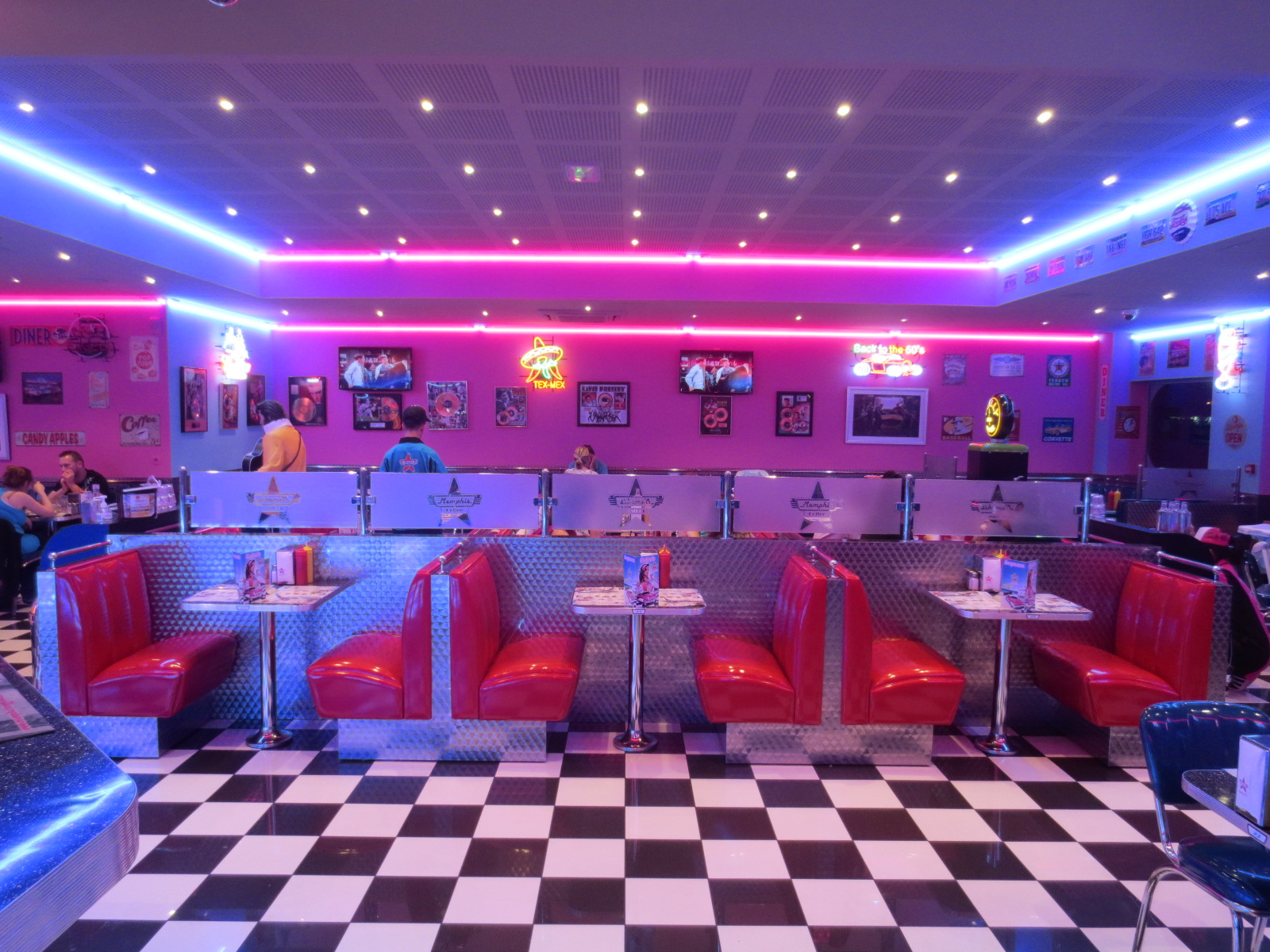

En 2010, il étend son concept en chaîne de restaurant en franchise sur toute la France.
Le décor « Memphis » est inspiré de l'ambiance et du design vintage rétro custom Hot rod US , avec carrelages à damier, mobilier à base d'inox / chrome, banquettes en skaï pailleté bleu ou rouge, juke-box, photos de pin-up et d'icônes américaines dont Elvis Presley, Marilyn Monroe, James Dean ou Humphrey Bogart, enseignes lumineuses et éclairage tube néon coloré, anciennes plaques d'immatriculation américaine et plaques émaillées publicitaires, décoration à base de pompes à essence de la route 66, serveurs habillés à la mode de l'époque, ambiance musicale Rock 'n' roll, écrans plats diffusant des scènes et images des états Unis 
La carte propose une cuisine typiquement américaine à base de produits frais, préparés sur commande en cuisine avec bœuf 100% charolais français, steaks hachés de bœuf, hamburgers (dont le « Crazy Memphis », burger XXL de six steaks hachés), sandwichs, hot-dogs, tex-mex, gril, steak tartare, frites, salades composées, pâtisseries, crème glacée, milk-shake, sodas. Les plats sont servis à table 7 jours sur 7 de midi à 23h, par des serveurs en tenue américaine des années 1950. 
En 2012, Rodolphe Wallgren participe à l'émission diffusée en 2014 Patron incognito sur M6, sous le pseudo de Ludo, dans les établissements de Marseille, La Garde, Orléans et Nîmes, aux postes de plongeur, serveur, cuisinier et d'élaborateur de mobilier de l'usine de mobilier près de Nimes. 
En 2014, la chaîne en pleine phase d'expansion réalise un chiffre d'affaires de 55 millions € pour plus de quarante restaurants en France, avec un objectif de croissance rapide d'une cinquantaine de restaurants en 2015.
Ouverture d’un nouveau restaurant, au début de 2017, à Blois en région Centre Val de Loire.
Ouverture d'un nouveau restaurant, en septembre 2017, dans le nouveau centre commercial "Promenade de Flandres" à Neuville-en-Ferrain, juste à côté de Lille.